# Tín ngưỡng Đức Thánh Trần

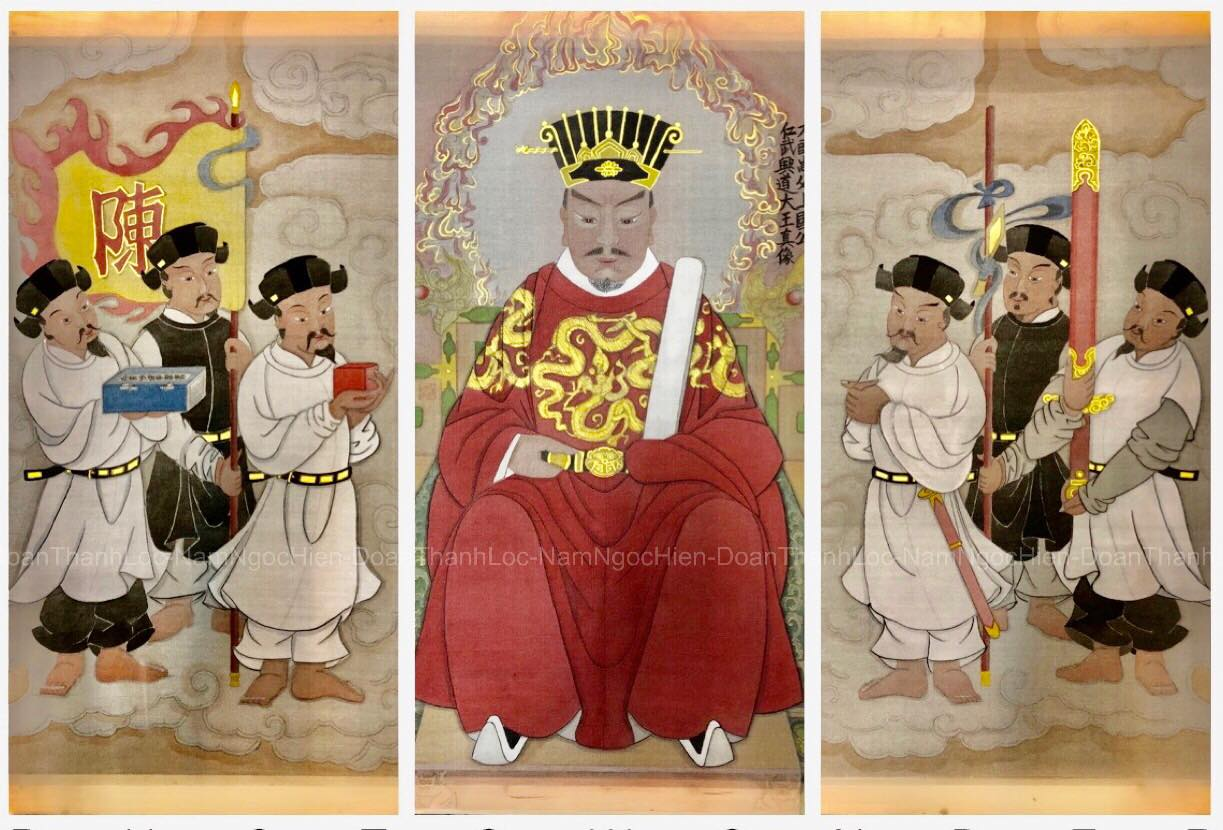
Bộ tranh cẩn hoạ Đức Thánh Trần và sáu vị thuộc tướng

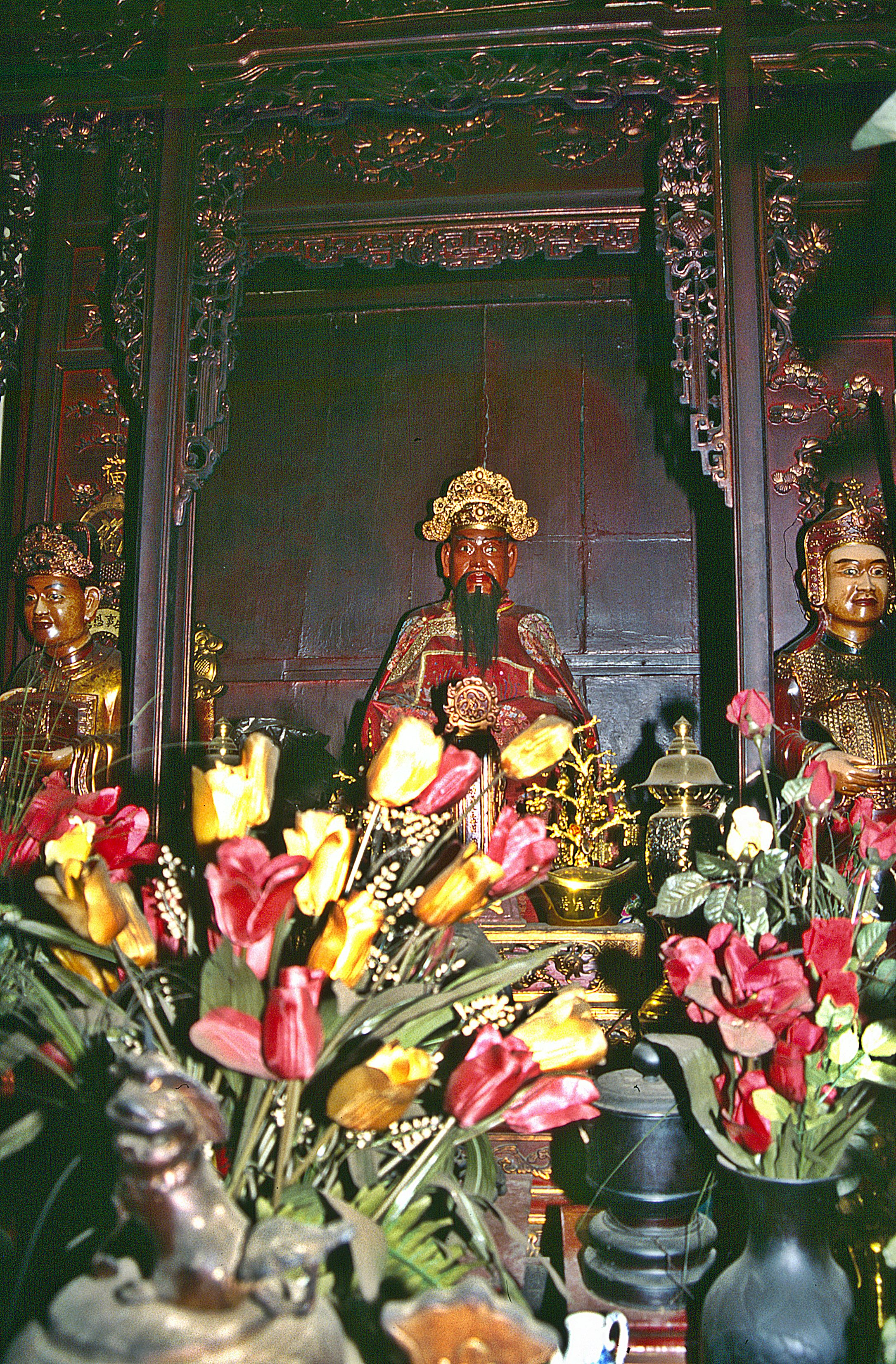
Tượng thờ Đức Thánh Trần trong đền Ngọc Sơn

Tín ngưỡng Đức Thánh Trần là một hình thức tín ngưỡng dân gian của người Việt Nam, được hình thành qua quá trình thánh hóa, thần hóa một nhân vật có thật trong lịch sử - Anh hùng dân tộc Quốc Công Tiết Chế Hưng Đạo Đại Vương Trần Quốc Tuấn. Trong lịch sử, Trần Hưng Đạo là một vị anh hùng có công với nước. Bước vào huyền thoại - trong tâm thức dân gian - ông là vị thánh phù hộ cho sự nghiệp chống giặc ngoại xâm, bảo vệ đất nước và giúp dân diệt trừ tà ma, chữa bệnh. Trong dòng đồng Trần triều, ông được gọi là Đức Ông Trần Triều hay Đức Thánh Trần, Cửu Thiên Vũ Đế. Lên đồng ông Làm lễ tấu hương, khai quang. Dòng tín ngưỡng thờ Đức Thánh Trần ngoài thờ Hưng Đạo Đại Vương làm Thần chủ , còn thờ các vị tướng nhà Trần gắn liền với công cuộc chống ngoại xâm Nguyên - Mông như : Yết Kiêu , Dã Tượng , Phạm Ngũ Lão ,...